# Liste der Abgeordneten zum Landtag von Niederösterreich (XVI. Gesetzgebungsperiode)
Diese Liste der Abgeordneten zum Landtag von Niederösterreich (XVI. Gesetzgebungsperiode) (Stand 6. Jänner 2008) listet alle ehemaligen und aktiven Abgeordneten zum Landtag von Niederösterreich in der XVI. Legislaturperiode (von 2003 bis 2008) auf. Die konstituierende Sitzung des Niederösterreichischen Landtags fand am 24. April 2003 statt.
In dieser Sitzung wurden nach der Angelobung der Landtagsabgeordneten die Mitglieder der Niederösterreichischen Landesregierung gewählt. Die Regierungsmitglieder verzichteten in der Folge auf ihre Landtagsmandate und waren nur kurze Zeit während der Sitzung Abgeordnete zum Niederösterreichischen Landtag.
Nach der Landtagswahl in Niederösterreich 2003 am 30. März 2003 entfallen von den 56 Mandaten 31 auf die ÖVP, 19 auf die SPÖ, 4 auf die Grünen und 2 auf die FPÖ. Durch die geringe Mandatszahl erhielt die FPÖ keinen Klubstatus. Während der Gesetzgebungsperiode verließ zudem ein Abgeordneter die FPÖ-Fraktion und trat dem BZÖ bei. Die nächste Wahl fand am 9. März 2008 statt.
| Name                  | Fraktion     | Anmerkung                                                                                                 |
| --------------------- | ------------ | --- |
| Adensamer Erika       | ÖVP          | |
| Cerwenka Helmut       | SPÖ          | |
| Doppler Helmut        | ÖVP          | |
| Dworak Rupert         | SPÖ          | |
| Ebner Adelheid        | SPÖ          | Ab 25. Jänner 2007 als Nachfolgerin von Karin Kadenbach                                                   |
| Eigner Willibald      | ÖVP          | |
| Erber Anton           | ÖVP          | |
| Fasan Martin          | Grüne        | |
| Findeis Hermann       | SPÖ          | |
| Freibauer Edmund      | ÖVP          | 1. Präsident                                                                                              |
| Friewald Rudolf       | ÖVP          | |
| Gabmann Ernest        | ÖVP          | Nach der Wahl zum Landesrat am 1. Sitzungstag Mandatsrücklegung                                           |
| Gartner Franz         | SPÖ          | Nach der Regierungsbildung als Ersatz für ein Regierungsmitglied angelobt                                 |
| Grandl Franz          | ÖVP          | |
| Gratzer Franz         | SPÖ          | |
| Haller Hermann        | ÖVP          | ab 22. Februar 2007 als Nachfolger von Dorothea Schittenhelm                                              |
| Hensler Friedrich     | ÖVP          | Nach der Regierungsbildung als Ersatz für ein Regierungsmitglied angelobt                                 |
| Herzig Ernst          | ÖVP          | |
| Heuras Johann         | ÖVP          | |
| Hiller Franz          | ÖVP          | |
| Hinterholzer Michaela | ÖVP          | |
| Hintner Hans Stefan   | ÖVP          | |
| Hofbauer Johann       | ÖVP          | Nach der Regierungsbildung als Ersatz für ein Regierungsmitglied angelobt                                 |
| Hofmacher Ignaz       | ÖVP          | Bis 10. Juni 2007                                                                                         |
| Honeder Karl          | ÖVP          | |
| Jahrmann Josef        | SPÖ          | |
| Kadenbach Karin       | SPÖ          | Mandatsrücklegung nach Wahl zur Landesrätin am 25. Jänner 2007                                            |
| Karner Gerhard        | ÖVP          | Nach der Regierungsbildung als Ersatz für ein Regierungsmitglied angelobt                                 |
| Kautz Herbert         | SPÖ          | Im Amt verstorben                                                                                         |
| Kernstock Otto        | SPÖ          | |
| Kögler Sylvia         | SPÖ          | Ab 26. Jänner 2006 für Herbert Kautz                                                                      |
| Kranzl Christa        | SPÖ          | Nach der Wahl zur Landesrätin am 1. Sitzungstag Mandatsrücklegung                                         |
| Krismer-Huber Helga   | Grüne        | |
| Leichtfried Günther   | SPÖ          | |
| Lembacher Marianne    | ÖVP          | |
| Maier Jürgen          | ÖVP          | |
| Michalitsch Martin    | ÖVP          | |
| Moser Karl            | ÖVP          | |
| Motz Wolfgang         | SPÖ          | |
| Nasko Siegfried       | SPÖ          | Nach der Regierungsbildung als Ersatz für ein Regierungsmitglied angelobt, im November 2005 ausgeschieden |
| Nowohradsky Herbert   | ÖVP          | |
| Onodi Heidemaria      | SPÖ          | Nach der Wahl zur Landeshauptmann Stellvertreterin am 1. Sitzungstag Mandatsrücklegung                    |
| Penz Hans             | ÖVP          | 3. Präsident                                                                                              |
| Petrovic Madeleine    | Grüne        | Klubobfrau                                                                                                |
| Plank Josef           | ÖVP          | Nach der Wahl zum Landesrat am 1. Sitzungstag Mandatsrücklegung                                           |
| Prober Josef          | ÖVP          | |
| Prokop Liese          | ÖVP          | Nach der Wahl zur Landeshauptmann Stellvertreterin am 1. Sitzungstag Mandatsrücklegung                    |
| Pröll Erwin           | ÖVP          | Nach der Wahl zum Landeshauptmann am 1. Sitzungstag Mandatsrücklegung                                     |
| Pum Andreas           | ÖVP          | Ab 11. Juni 2007 als Ersatz für Ignaz Hofmacher                                                           |
| Ram Thomas            | Fraktionslos | Von der FPÖ zum BZÖ übergetreten                                                                          |
| Razborcan Gerhard     | SPÖ          | |
| Renner Karin          | SPÖ          | |
| Rennhofer Franz       | ÖVP          | |
| Riedl Alfred          | ÖVP          | Nach der Regierungsbildung als Ersatz für ein Regierungsmitglied angelobt                                 |
| Rinke Ingeborg        | ÖVP          | |
| Rosenmaier Alfredo    | SPÖ          | |
| Sacher Ewald          | SPÖ          | 2. Präsident                                                                                              |
| Schabl Emil           | SPÖ          | Nach der Wahl zum Landesrat am 1. Sitzungstag Mandatsrücklegung                                           |
| Schittenhelm Dorothea | ÖVP          | bis 21. Februar 2007                                                                                      |
| Schneeberger Klaus    | ÖVP          | Klubobmann                                                                                                |
| Sobotka Wolfgang      | ÖVP          | Nach der Wahl zum Landesrat am 1. Sitzungstag Mandatsrücklegung                                           |
| Stiowicek Willi       | SPÖ          | Ab 15. Dezember 2005 für Siegfried Nasko                                                                  |
| Thumpser Herbert      | SPÖ          | Nach der Regierungsbildung als Ersatz für ein Regierungsmitglied angelobt                                 |
| Toms Bernd            | ÖVP          | Nach der Regierungsbildung als Ersatz für ein Regierungsmitglied angelobt                                 |
| Vladyka Christa       | SPÖ          | |
| Waldhäusl Gottfried   | FPÖ          | |
| Weiderbauer Emmerich  | Grüne        | |
| Weninger Hannes       | SPÖ          | Klubobmann                                                                                                |
| Wilfing Karl          | ÖVP          | |

## Quelle
Diese Liste wurde auf Grund der vom Landtag von Niederösterreich damals veröffentlichten Mitgliederliste erstellt und um die bis dahin stattgefundenen Mandatswechsel auf Grund der Sitzungsprotokolle des Landtags ergänzt.